# Rio dos Patos (vattendrag i Brasilien, Paraná, lat -26,02, long -51,88)
Rio dos Patos är ett vattendrag i Brasilien.   Det ligger i delstaten Paraná, i den södra delen av landet, 1 200 km söder om huvudstaden Brasília.
I omgivningen kring Rio dos Patos växer i huvudsak städsegrön lövskog. Området är mycket glesbefolkat, med 4 invånare per kvadratkilometer.